# Fissidens ramiger
Fissidens ramiger är en bladmossart som beskrevs av Lewis Caleb Beck 1893. Fissidens ramiger ingår i släktet fickmossor, och familjen Fissidentaceae. Inga underarter finns listade i Catalogue of Life.